# يهوذا الكالاي
يهوذا الكالي Judah Alkalai أو يهودا القلعي (ولد 1798 – ومات 1878) حاخام يهودي شرقي، كان حاخام زيمون (تقع في صربيا حالياً)، وأحد رواد الحركة الصهيونية الحديثة.
درس في القدس على يد العديد من الحاخامات، ووقع تحت تأصير الكابالا. وفي عام 1825 أصبح حاخام سيملين. واشتهر من خلال دعوته اليهود إلى العودة إلى أرض فلسطين. وبسبب مشاريعه الصهيونية يمكن اعتبارها أحد أسلاف الصهيونية مثل تيودور هرتزل. وكان جد هرتزل قد حضر كنيس سيملين، واستمع له، وزاره مرتين بعد ذلك. وقد قرأ له إحدى الكتب في عام 1857، والتي تنص على عودة اليهود إلى الأرض المقدسة وإحياء مجد القدس من جديد. ويؤكد الباحثون أن هرتزل الابن تأثر بكل ما سمعه عن جده. وتوجد مقابر أجداد هرتزل في سيملين.
كتابه الأبرز «غورال لا أدوناي» (نصيب للرب) المنشور في فيينا 1857، وله العديد من المقالات الداعية إلى العودة إلى فلسطين، وأساليب تحسين الأوضاع فيها لليهود.

## روابط خارجية
- يهوذا الكالاي على موقع الموسوعة البريطانية (الإنجليزية)